# Edmond Holmes
Edmond Gore Alexander Holmes (Moycashel, Westmeath, 1850 – 1936) was een Iers onderwijs-promotor, schrijver en dichter. Zijn bekendere publicaties zijn The Creed of the Buddha en het pantheïstische werk All is One: A Plea for a Higher Pantheism. 
Holmes' The Triumph of Love werd op muziek gezet door de bevriende componist Charles Villiers Stanford.
Naast schrijver was Holmes tevens schoolinspecteur, een werkveld waarbinnen hij in 1905 promoveerde tot hoofdinspecteur voor basisscholen. Hij trad af in 1911 vanwege een vertrouwelijk memo, waarin schoolinspecteurs werden bekritiseerd die leraar op een basisschool waren geweest. De lerarenvakbond accepteerde dit niet, wat leidde tot de ondergang van academisch beheerder Robert Morant (de vaste secretaris van de Raad van Onderwijs) toen dit publiek bekend werd. Holmes latere geschriften over onderwijs worden gezien als een vroege stellingname van 'progressieve' en 'kindgerichte' standpunten. Deze worden in de 21e eeuw nog steeds aangehaald. Latere publicaties van Holmes schurkten tegen theosofie aan.